# Rosario (tiểu vùng)
Rosario là một tiểu vùng thuộc bang Maranhão, Brasil. Tiều vùng này có diện tích 6602 km², dân số năm 2007 là 120503 người.